# Коротяк

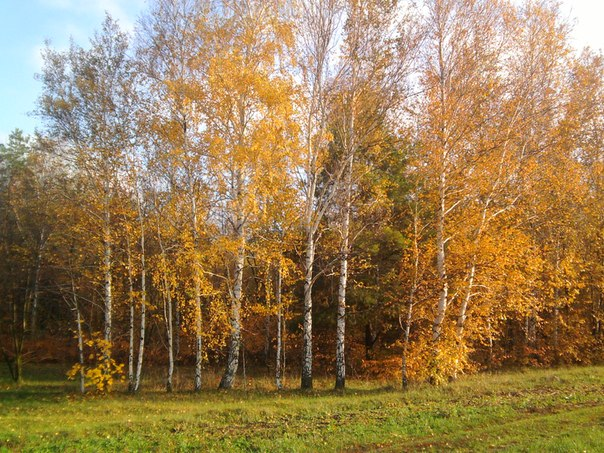
Околиці села Коротяк — осінній ліс

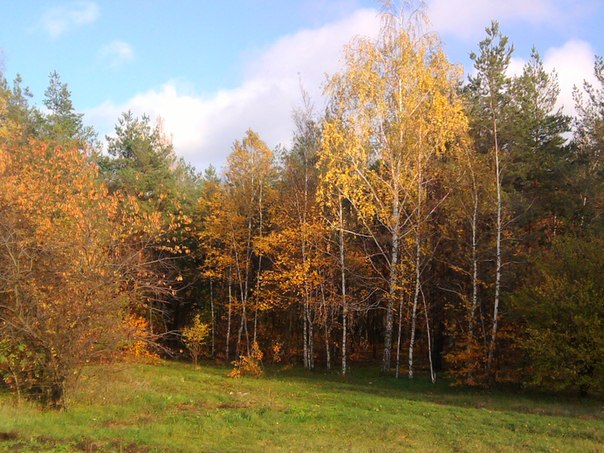
Березово-сосновий ліс в околицях села Коротяк

Коротя́к — село в Україні, у Компаніївській селищній громаді Кропивницького району Кіровоградської області. Населення становить 237 осіб. До 2020 орган місцевого самоврядування — Коротякська сільська рада.

## Населення
Згідно з переписом УРСР 1989 року чисельність наявного населення села становила 172 особи, з яких 78 чоловіків та 94 жінки.
За переписом населення України 2001 року в селі мешкало 237 осіб.

### Мова
Розподіл населення за рідною мовою за даними перепису 2001 року:
| Мова       | Відсоток |
| ---------- | -------- |
| українська | 98,73 %  |
| російська  | 0,84 %   |
| вірменська | 0.00     |